# Hache-Paille
Hache-Paille és una obra pictòrica realitzada el 1922 per l'artista francés Francis Picabia. Els materials utilitzats són el guaix, la tinta, l'aquarel·la, llapis i paper. Les seues dimensions són 55,9 x 76,2 cm.
Es tracta d'un retrat d'una talladora de palla. El disseny d'aquesta obra fou extret d'una fotografia d'un motor portàtil, la qual va ser trobada en la revista La Science et la Vie entre els mesos de juny i juliol de 1920. El seu títol és una abreviatura del títol de la fotografia original, del qual s'observa una inscripció en l'obra.
L'obra va ser exposada a Barcelona en les Galeries Dalmau l'any 1922, a París al Musée National d'Art Moderne/Centre Pompidou l'any 1996, a Lisboa en el Centro Cultural de Belém l'any 1997, entre d'altres. Actualment l'obra es troba en l'Institut Valencià d'Art Modern.